# Tajmura
La Tajmura (anche traslitterata come Taymura; in russo Таймура?) è un fiume della Russia siberiana centrale (Kraj di Krasnojarsk), affluente di sinistra della Tunguska Inferiore nel bacino dello Enisej.
Nasce dalla confluenza dei due rami sorgentiferi Severnaja Tajmura e Južnaja Tajmura (rispettivamente Tajmura settentrionale e Tajmura meridionale) nella parte centrale del grande altopiano della Siberia centrale, nella sua sezione chiamata altopiano della Tunguska; scorre con direzione mediamente nordoccidentale in un territorio di basse montagne piuttosto accidentato, sfociando nella Tunguska Inferiore nel suo medio corso.
Non incontra centri urbani di rilievo in tutto il suo corso; è gelato, in media, da ottobre a fine maggio - primi di giugno.